# FK Radnički Bajmak
FK Radnički je nogometni klub iz bačkog gradića Bajmaka, AP Vojvodina, Srbija.
Sekcija je Sportskog društva Radnički.

## Povijest
Nogometni klub je osnovan 1905. godine. Osnivači su bili nogometni zanesenjaci 1905. Kalman, Josip i Aleksa Fajver, Lajčo Budanović, Josip Heger, Lajoš Kiš, Stevan Brant, Nikola i Stevan Merković, Horvatski i Kemenji.
Klupske boje 1932. bile su crvena i plava.
Klub je bio zapažene uloge u nogometnoj povijesti sjevera Bačke. Od osnivanja natjecao se u svim ligama grada Subotice. 
Najveći je klupski doseg Vojvođanska liga, gdje je bio zapažene uloge. Najveći je uspjeh bilo mjesto doprvaka Vojvođanske lige u prvenstvu 1975/76. godine.
Poznati igrači iz ovog kluba su Nikola Beneš koji je igrao u BSK iz Beograda i Radničkom iz Niša, Aleksandar Marganić (BSK i Iskra - Beograd), Dušan Maravić (Spartak iz Subotice, Crvena zvezda - Beograd), Rade Maravić, Bogdan Vitković, Stevan Vitković, Ivan Budanović, Sava Ivošević, Đerđ Sabo (Spartak - Subotica), Josip Feher te Stipan Mlunović (Metalac - Osijek).
Poznati treneri u ovom klubu bili su Josip Zemko i Stevan Pozder.

## Unutarnje poveznice
- Bajmak